# Morti nel 1964/Febbraio
| Questa pagina contiene informazioni ricavate automaticamente dalle voci biografiche con l'ausilio del template Bio e di un bot. L'aggiornamento è periodico e automatico e ricostruisce completamente la pagina. Se manca una persona in questa lista, sei pregato di non aggiungerla, ma accertati piuttosto che la sua voce biografica contenga il template Bio e che i dati anagrafici siano correttamente compilati. Se il template Bio manca, inseriscilo tu stesso o, in alternativa, metti l'avviso {{tmp\|Bio}} che ne segnala la mancanza. Se i dati riportati sono sbagliati, correggi direttamente la voce biografica; le modifiche saranno visibili in questa lista entro pochi giorni. Per chiarimenti vedi il progetto biografie. La lista contiene solo le 80 persone che sono citate nell'enciclopedia e per le quali è stato implementato correttamente il template Bio. Pagina aggiornata al 3 mar 2024. |

- 1º febbraio - Antonio Aliotta, filosofo italiano (n. 1881)
- 1º febbraio - Vladimir Rubašvili, lottatore sovietico (n. 1940)
- 1º febbraio - Pёtr Starkovskij, attore russo (n. 1884)
- 2 febbraio - Vincenzo Arangio-Ruiz, giurista e politico italiano (n. 1884)
- 2 febbraio - Jakob Brendel, lottatore tedesco (n. 1907)
- 2 febbraio - Carl Buchheister, pittore tedesco (n. 1890)
- 2 febbraio - J. Peverell Marley, direttore della fotografia statunitense (n. 1901)
- 2 febbraio - Bud Osborne, attore e stuntman statunitense (n. 1884)
- 2 febbraio - Maria Rosa Punzirudu, cantante italiana (n. 1887)
- 3 febbraio - Harold Alden, astronomo statunitense (n. 1890)
- 3 febbraio - Giuseppe Amato, produttore cinematografico, attore e sceneggiatore italiano (n. 1899)
- 3 febbraio - Felice Balbo, filosofo italiano (n. 1913)
- 3 febbraio - Ferdinando Farina, militare e politico italiano (n. 1877)
- 3 febbraio - Clarence Irving Lewis, filosofo e logico statunitense (n. 1883)
- 3 febbraio - Albert Richardson, architetto britannico (n. 1880)
- 3 febbraio - Frank R. Strayer, regista statunitense (n. 1891)
- 3 febbraio - Alfonso Maria di Borbone-Due Sicilie, principe spagnolo (n. 1901)
- 4 febbraio - Fedele De Giorgis, generale italiano (n. 1887)
- 4 febbraio - Alfred Wiener, storico e giornalista tedesco (n. 1885)
- 5 febbraio - Harold McMunn, hockeista su ghiaccio canadese (n. 1902)
- 5 febbraio - Max Sailer, pilota automobilistico e ingegnere tedesco (n. 1882)
- 6 febbraio - Emilio Aguinaldo, generale e politico filippino (n. 1869)
- 6 febbraio - Rajkumari Amrit Kaur, politica e attivista indiana (n. 1889)
- 6 febbraio - Guido Pedroni, calciatore italiano (n. 1883)
- 7 febbraio - Flaminio Bertoni, designer e scultore italiano (n. 1903)
- 7 febbraio - Sofoklīs Venizelos, politico greco (n. 1894)
- 8 febbraio - Vincenzo Bellezza, direttore d'orchestra italiano (n. 1888)
- 8 febbraio - Boshirō Hosogaya, ammiraglio giapponese (n. 1888)
- 8 febbraio - Carlos Ísola, calciatore argentino (n. 1896)
- 8 febbraio - Ernst Kretschmer, psichiatra tedesco (n. 1888)
- 8 febbraio - Tom Terriss, regista, attore e sceneggiatore britannico (n. 1872)
- 9 febbraio - Ary Barroso, pianista, compositore e giornalista brasiliano (n. 1903)
- 9 febbraio - Georges Bilot, calciatore francese (n. 1885)
- 9 febbraio - Willie Bryant, cantante e disc jockey statunitense (n. 1908)
- 9 febbraio - Marek Weber, violinista tedesco (n. 1888)
- 10 febbraio - Paul Baudouin, banchiere e politico francese (n. 1894)
- 10 febbraio - Eugen Sänger, ingegnere aeronautico austriaco (n. 1905)
- 12 febbraio - Gerald Gardner, scrittore, saggista e esoterista britannico (n. 1884)
- 12 febbraio - Ugo D'Orsi, animatore italiano (n. 1897)
- 13 febbraio - Paulino Alcántara, calciatore e allenatore di calcio filippino (n. 1896)
- 13 febbraio - Harry Buck, calciatore inglese (n. 1884)
- 13 febbraio - Pinot Gallizio, farmacista e pittore italiano (n. 1902)
- 13 febbraio - Werner Heyde, psichiatra tedesco (n. 1902)
- 13 febbraio - Alberto Masprone, discobolo, allenatore di calcio e militare italiano (n. 1884)
- 13 febbraio - Patrick Ryan, martellista statunitense (n. 1881)
- 13 febbraio - Arthur Upfield, scrittore britannico (n. 1890)
- 14 febbraio - Kálmán Csathó, scrittore, commediografo e regista teatrale ungherese (n. 1881)
- 15 febbraio - François-Louis Auvity, vescovo cattolico francese (n. 1874)
- 15 febbraio - Réginald Garrigou-Lagrange, teologo francese (n. 1877)
- 15 febbraio - Adolf Šimperský, calciatore cecoslovacco (n. 1909)
- 16 febbraio - Kate Gillou, tennista francese (n. 1887)
- 16 febbraio - Nicola Vaccaro, politico italiano (n. 1922)
- 17 febbraio - Cyril Stanley Kipping, compositore di scacchi britannico (n. 1891)
- 18 febbraio - Joseph-Armand Bombardier, inventore e imprenditore canadese (n. 1907)
- 18 febbraio - Janko Borodáč, attore, regista teatrale e traduttore slovacco (n. 1892)
- 18 febbraio - Roberto Cozzi, calciatore italiano (n. 1893)
- 18 febbraio - Fredrik Ljungström, ingegnere e imprenditore svedese (n. 1875)
- 19 febbraio - Nino Bellini, attore italiano (n. 1894)
- 19 febbraio - Edward Gargan, attore statunitense (n. 1902)
- 19 febbraio - Giōrgos Kalafatīs, calciatore greco (n. 1890)
- 20 febbraio - Dema Harshbarger, imprenditrice statunitense (n. 1884)
- 21 febbraio - Georg Jacoby, regista, sceneggiatore e produttore cinematografico tedesco (n. 1882)
- 23 febbraio - Stanley Glover, velocista canadese (n. 1908)
- 23 febbraio - Eli Moschcowitz, medico austro-ungarico (n. 1879)
- 23 febbraio - Ray C. Smallwood, regista, effettista e direttore della fotografia statunitense (n. 1887)
- 24 febbraio - Frank Conroy, attore britannico (n. 1890)
- 24 febbraio - William Garbutt, calciatore e allenatore di calcio inglese (n. 1883)
- 24 febbraio - Giuseppe Imperiale, politico italiano (n. 1897)
- 25 febbraio - Oleksandr Archypenko, scultore ucraino (n. 1887)
- 25 febbraio - Johnny Burke, paroliere statunitense (n. 1908)
- 25 febbraio - Leonard Hussey, meteorologo e esploratore britannico (n. 1891)
- 25 febbraio - Hinrich Lohse, politico tedesco (n. 1896)
- 25 febbraio - Grace Metalious, scrittrice statunitense (n. 1924)
- 27 febbraio - Orry-Kelly, costumista australiano (n. 1897)
- 27 febbraio - Giovanni Lampariello, matematico e fisico italiano (n. 1903)
- 28 febbraio - Gus Lesnevich, pugile statunitense (n. 1915)
- 28 febbraio - Timmy Mayer, pilota automobilistico statunitense (n. 1938)
- 29 febbraio - Frank Albertson, attore statunitense (n. 1909)
- 29 febbraio - Anchise Brizzi, direttore della fotografia italiano (n. 1887)
- 29 febbraio - Koloman von Pataky, tenore ungherese (n. 1896)